# Li Qingyun
Li Qingyun (zm. 6 maja 1933) – chiński superstulatek, którego wiek jest sporny.

## Życiorys
Li Qingyun urodził się w powiecie Qijiang w Syczuanie, prowadził wędrowny tryb życia. Podróżował m.in. po Junnanie, Gansu, Shanxi, Tybecie, Annamie i Syjamie. W 1749 roku miał wstąpić do chińskiej armii jako instruktor sztuk walki, doradca ds. taktyki wojskowej i zielarz. Według relacji mistrza taijiquan Da Liu w wieku 130 lat Li miał podjąć u jednego z pustelników naukę kolejnych rodzajów sztuk walki oraz ćwiczeń qigong.
W 1927 roku na zaproszenie gubernatora Syczuanu generała Yang Sena udał się do Wanxian, gdzie przy okazji powstało jedno z niewielu jego zdjęć. Zmarł z przyczyn naturalnych 6 maja 1933 roku, w prowincji Syczuan, w trakcie powrotu do domu.

## Kontrowersje wokół jego daty urodzenia
Data urodzenia Li pozostaje sporna, wziąwszy pod uwagę fakt, że najstarsza osoba, której wiek zweryfikowano, zmarła w wieku 122 lat. Rzekomy wiek Li podaje się w oparciu o dwie relacje wskazujące, że zmarł w wieku 197 lub 256 lat. Sam Li jako rok urodzenia podawał 1736, natomiast w archiwach rządu cesarskiego w Chengdu znajdują się listy gratulacyjne z 1827 i 1877 roku, które wystawiono mu z okazji 150. i 200. urodzin. Wynika z nich, że Li miał urodzić się w 1677 roku.

## Relacje prasowe
Po śmierci Li Qingyuna notatkę mu poświęconą zamieścił magazyn Time, a kilka lat wcześniej obszerny reportaż zrealizowała redakcja The New York Times. 12 października 1929 roku ironiczny artykuł pojawił się także w Miami Herald.